# Воркейми
Воркейми (пол. Workiejmy, нім. Workeim) — село в Польщі, у гміні Лідзбарк-Вармінський Лідзбарського повіту Вармінсько-Мазурського воєводства.
Населення — 59 осіб (2011).
У 1975-1998 роках село належало до Ольштинського воєводства.

## Демографія
Демографічна структура станом на 31 березня 2011 року:
|          | Загалом | Допрацездатний вік | Працездатний вік | Постпрацездатний вік |
| -------- | ------- | ------------------ | ---------------- | -------------------- |
| Чоловіки | 35      | 5                  | 27               | 3                    |
| Жінки    | 24      | 3                  | 15               | 6                    |
| Разом    | 59      | 8                  | 42               | 9                    |